# Point de sublimation
Le point de sublimation, ou température de sublimation, est la température à laquelle un corps solide se sublime, c'est-à-dire passe à l'état gazeux (directement, sans passage intermédiaire par l'état liquide).